# Europamästerskapen i badminton
Europamästerskapen i badminton spelas sedan 1968 vartannat år som herrsingel, herrdubbel, damsingel, damdubbel och mixed dubbel.

## Mästerskap
| År   | Nr | Värdstad     | Land          |
| ---- | -- | ------------ | ------------- |
| 1968 | 1  | Bochum       | Västtyskland  |
| 1970 | 2  | Port Talbot  | Wales         |
| 1972 | 3  | Karlskrona   | Sverige       |
| 1974 | 4  | Wien         | Österrike     |
| 1976 | 5  | Dublin       | Irland        |
| 1978 | 6  | Preston      | England       |
| 1980 | 7  | Groningen    | Nederländerna |
| 1982 | 8  | Böblingen    | Västtyskland  |
| 1984 | 9  | Preston      | England       |
| 1986 | 10 | Uppsala      | Sverige       |
| 1988 | 11 | Kristiansand | Norge         |
| 1990 | 12 | Moskva       | Sovjetunionen |
| 1992 | 13 | Glasgow      | Skottland     |
| 1994 | 14 | Den Bosch    | Nederländerna |
| 1996 | 15 | Herning      | Danmark       |

| År   | Nr | Värdstad         | Land          |
| ---- | -- | ---------------- | ------------- |
| 1998 | 16 | Sofia            | Bulgarien     |
| 2000 | 17 | Glasgow          | Skottland     |
| 2002 | 18 | Malmö            | Sverige       |
| 2004 | 19 | Genève           | Schweiz       |
| 2006 | 20 | Den Bosch        | Nederländerna |
| 2008 | 21 | Herning          | Danmark       |
| 2010 | 22 | Manchester       | England       |
| 2012 | 23 | Karlskrona       | Sverige       |
| 2014 | 24 | Kazan            | Ryssland      |
| 2016 | 25 | La Roche-sur-Yon | Frankrike     |
| 2017 | 26 | Kolding          | Danmark       |
| 2018 | 27 | Huelva           | Spanien       |
| 2021 | 28 | Kiev             | Ukraina       |
| 2022 | 29 | Madrid           | Spanien       |
| 2024 | 30 | Saarbrücken      | Tyskland      |

## Medaljtabell
| Nr                   | Nation               | Guld | Silver | Brons | Totalt |
| -------------------- | -------------------- | ---- | ------ | ----- | ------ |
| 1                    | Danmark              | 81   | 71     | 97    | 249    |
| 2                    | England              | 45   | 40     | 62    | 147    |
| 3                    | Sverige              | 12   | 19     | 48    | 79     |
| 4                    | Tyskland             | 9    | 11     | 29    | 49     |
| 5                    | Spanien              | 7    | 0      | 0     | 7      |
| 6                    | Ryssland             | 4    | 4      | 11    | 19     |
| 7                    | Nederländerna        | 3    | 8      | 34    | 45     |
| 8                    | Bulgarien            | 3    | 3      | 2     | 8      |
| 9                    | Frankrike            | 2    | 4      | 6     | 12     |
| 10                   | Polen                | 1    | 2      | 7     | 10     |
| 11                   | Schweiz              | 1    | 0      | 1     | 2      |
| 12                   | Skottland            | 0    | 5      | 8     | 13     |
| 13                   | Wales                | 0    | 1      | 3     | 4      |
| 14                   | Turkiet              | 0    | 0      | 5     | 5      |
| 15                   | Finland              | 0    | 0      | 2     | 2      |
| 16                   | Belgien              | 0    | 0      | 1     | 1      |
| 16                   | Irland               | 0    | 0      | 1     | 1      |
| 16                   | Israel               | 0    | 0      | 1     | 1      |
| Totalt (18 nationer) | Totalt (18 nationer) | 168  | 168    | 318   | 654    |

* Rysslands medaljer inkluderar medaljer tagna av Sovjetunionen och Oberoende staters samvälde

* Tysklands medaljer inkluderar medaljer tagna av Västtyskland

## Europamästare
| År   | Nummer | Datum, Ort                                  | Damer-singel                | Herrar-singel                  | Herrar-dubbel                                    | Damer-dubbel                                       | Mixed dubbel                                        |
| ---- | ------ | ------------------------------------------- | --------------------------- | ------------------------------ | ------------------------------------------------ | -------------------------------------------------- | --------------------------------------------------- |
| 1968 | 1      | 19-21 april, Bochum, Tyskland               | Irmgard Gerlatzka Tyskland  | Sture Johnsson Sverige         | David Eddy Roger Powell England                  | Margaret Boxall Susan Whetnall England             | Tony Jordan Susan Whetnall England                  |
| 1970 | 2      | 17-19 april, Port Talbot, Wales             | Eva Twedberg Sverige        | Sture Johnsson Sverige         | Elo Hansen Per Walsøe Danmark                    | Margaret Boxall Susan Whetnall England             | David Eddy Susan Whetnall England                   |
| 1972 | 3      | 14-16 april, Karlskrona, Sverige            | Margaret Beck England       | Wolfgang Bochow Tyskland       | Willi Braun Roland Maywald Tyskland              | Gillian Gilks Judy Hashman England                 | Derek Talbot Gillian Gilks England                  |
| 1974 | 4      | 18-20 april, Wien, Österrike                | Gillian Gilks England       | Sture Johnsson Sverige         | Willi Braun Roland Maywald Tyskland              | Margaret Beck Gillian Gilks England                | Derek Talbot Gillian Gilks England                  |
| 1976 | 5      | 6-7 april, Dublin, Irland                   | Gillian Gilks England       | Flemming Delfs Danmark         | Ray Stevens Mike Tredgett England                | Gillian Gilks Susan Whetnall England               | Derek Talbot Gillian Gilks England                  |
| 1978 | 6      | 13-15 april, Preston, England               | Lene Køppen Danmark         | Flemming Delfs Danmark         | Ray Stevens Mike Tredgett England                | Nora Perry Anne Statt England                      | Mike Tredgett Nora Perry England                    |
| 1980 | 7      | 17-20 april, Groningen, Nederländerna       | Liselotte Blumer Schweiz    | Flemming Delfs Danmark         | Claes Nordin Stefan Karlsson Sverige             | Nora Perry Jane Webster England                    | Mike Tredgett Nora Perry England                    |
| 1982 | 8      | 13-18 april, Böblingen, Tyskland            | Lene Køppen Danmark         | Jens Peter Nierhoff Danmark    | Stefan Karlsson Thomas Kihlström Sverige         | Gillian Gilks Gillian Clark England                | Martin Dew Gillian Gilks England                    |
| 1984 | 9      | 8-14 april, Preston, England                | Helen Troke England         | Morten Frost Danmark           | Martin Dew Mike Tredgett England                 | Karen Chapman Gillian Clark England                | Martin Dew Gillian Gilks England                    |
| 1986 | 10     | 30 mars–5 april, Uppsala, Sverige           | Helen Troke England         | Morten Frost Danmark           | Steen Fladberg Jesper Helledie Danmark           | Gillian Clark Gillian Gowers England               | Martin Dew Gillian Gilks England                    |
| 1988 | 11     | 10-16 april, Kristiansand, Norge            | Kirsten Larsen Danmark      | Darren Hall England            | Jens Peter Nierhoff Michael Kjeldsen Danmark     | Dorte Kjær Nettie Nielsen Danmark                  | Steen Fladberg Danmark Gillian Clark England        |
| 1990 | 12     | 8-14 april, Moskva, Sovjetunionen           | Pernille Nedergaard Danmark | Steve Baddeley Storbritannien  | Jan Paulsen Henrik Svarrer Danmark               | Dorte Kjær Nettie Nielsen Danmark                  | Jon Holst-Christensen Grete Mogensen Danmark        |
| 1992 | 13     | 12-18 april, Glasgow, Skottland             | Pernille Nedergaard Danmark | Poul-Erik Høyer Larsen Danmark | Jon Holst-Christensen Thomas Lund Danmark        | Christine Magnusson Lim Xiaoqing Sverige           | Thomas Lund Pernille Dupont Danmark                 |
| 1994 | 14     | 10-17 april, Den Bosch, Nederländerna       | Lim Xiaoqing Sverige        | Poul-Erik Høyer Larsen Danmark | Chris Hunt Simon Archer England                  | Christine Magnusson Lim Xiaoqing Sverige           | Michael Søgaard Danmark Catrine Bengtsson Sverige   |
| 1996 | 15     | 13-20 april, Herning, Danmark               | Camilla Martin Danmark      | Poul-Erik Høyer Larsen Danmark | Thomas Lund Jon Holst-Christensen Danmark        | Lisbet Stuer-Lauridsen Marlene Thomsen Danmark     | Michael Søgaard Rikke Olsen Danmark                 |
| 1998 | 16     | 18-25 april, Sofia, Bulgarien               | Camilla Martin Danmark      | Peter Gade Danmark             | Chris Hunt Simon Archer England                  | Rikke Olsen Marlene Thomsen Danmark                | Michael Søgaard Rikke Olsen Danmark                 |
| 2000 | 17     | 25-29 april, Glasgow, Skottland             | Camilla Martin Danmark      | Peter Gade Danmark             | Jens Eriksen Jesper Larsen Danmark               | Donna Kellogg Joanne Goode England                 | Michael Søgaard Rikke Olsen Danmark                 |
| 2002 | 18     | 13-20 april, Malmö, Sverige                 | Yao Jie Nederländerna       | Peter Rasmussen Danmark        | Jens Eriksen Martin Lundgaard Hansen Danmark     | Jane F. Bramsen Ann-Lou Jørgensen Danmark          | Jens Eriksen Mette Schjoldager Danmark              |
| 2004 | 19     | 16-24 april, Genève, Schweiz                | Mia Audina Nederländerna    | Peter Gade Danmark             | Jens Eriksen Martin Lundgaard Hansen Danmark     | Lotte Bruil Mia Audina Nederländerna               | Nathan Robertson Gail Emms England                  |
| 2006 | 20     | 12-16 april, Den Bosch, Nederländerna       | Xu Huaiwen Tyskland         | Peter Gade Danmark             | Jens Eriksen Martin Lundgaard Hansen Danmark     | Donna Kellogg Gail Emms England                    | Thomas Laybourn Kamilla Rytter Juhl Danmark         |
| 2008 | 21     | 12-20 april, Herning, Danmark               | Xu Huaiwen Tyskland         | Kenneth Jonassen Danmark       | Lars Paaske Jonas Rasmussen Danmark              | Kamilla Rytter Juhl Lena Frier Kristiansen Danmark | Anthony Clark Donna Kellogg England                 |
| 2010 | 22     | 14-18 april, Manchester, Storbritannien     | Tine Baun Danmark           | Peter Gade Danmark             | Lars Paaske Jonas Rasmussen Danmark              | Valeria Sorokina Nina Vislova Ryssland             | Thomas Laybourn Kamilla Rytter Juhl Danmark         |
| 2012 | 23     | 16–21 april, Karlskrona, Sverige            | Tine Baun Danmark           | Marc Zwiebler Tyskland         | Mathias Boe Carsten Mogensen Danmark             | Christinna Pedersen Kamilla Rytter Juhl Danmark    | Robert Mateusiak Nadieżda Zięba Polen               |
| 2014 | 24     | 23–27 april, Kazan, Ryssland                | Carolina Marín Spanien      | Jan Ø. Jørgensen Danmark       | Vladimir Ivanov Ivan Sozonov Ryssland            | Christinna Pedersen Kamilla Rytter Juhl Danmark    | Joachim Fischer Nielsen Christinna Pedersen Danmark |
| 2016 | 25     | 26 april–1 maj, La Roche-sur-Yon, Frankrike | Carolina Marín Spanien      | Viktor Axelsen Danmark         | Mads Conrad-Petersen Mads Pieler Kolding Danmark | Christinna Pedersen Kamilla Rytter Juhl Danmark    | Joachim Fischer Nielsen Christinna Pedersen Danmark |
| 2017 | 26     | 25–30 april, Kolding, Danmark               | Carolina Marín Spanien      | Rajiv Ouseph England           | Mathias Boe Carsten Mogensen Danmark             | Christinna Pedersen Kamilla Rytter Juhl Danmark    | Chris Adcock Gabby Adcock England                   |
| 2018 | 27     | 24–29 april, Huelva, Spanien                | Carolina Marín Spanien      | Viktor Axelsen Danmark         | Kim Astrup Anders Skaarup Rasmussen Danmark      | Gabriela Stoeva Stefani Stoeva Bulgarien           | Chris Adcock Gabby Adcock England                   |
| 2021 | 28     | 27 april–2 maj, Kiev, Ukraina               | Carolina Marín Spanien      | Anders Antonsen Danmark        | Vladimir Ivanov Ivan Sozonov Ryssland            | Gabriela Stoeva Stefani Stoeva Bulgarien           | Rodion Alimov Alina Davletova Ryssland              |
| 2022 | 29     | 25–30 april, Madrid, Spanien                | Carolina Marín Spanien      | Viktor Axelsen Danmark         | Mark Lamsfuß Marvin Seidel Tyskland              | Gabriela Stoeva Stefani Stoeva Bulgarien           | Mark Lamsfuß Isabel Lohau Tyskland                  |
| 2024 | 30     | 8–14 april, Saarbrücken, Tyskland           | Carolina Marín Spanien      | Anders Antonsen Danmark        | Kim Astrup Anders Skaarup Rasmussen Danmark      | Margot Lambert Anne Tran Frankrike                 | Thom Gicquel Delphine Delrue Frankrike              |